# Stazione di Grizzana
La stazione di Grizzana è una stazione ferroviaria lungo la linea Bologna–Firenze. La stazione si trova nel fondovalle, in località Piandisetta, ed è posta a servizio del comune di Grizzana Morandi.

## Movimento
La fermata è servita dai treni regionali della linea S1 del servizio ferroviario metropolitano di Bologna in servizio sulla relazione Bologna Centrale-San Benedetto Sambro-Prato, con una frequenza di un treno ogni 30 minuti in ora di punta.
I treni sono svolti da Trenitalia Tper nell'ambito del contratto di servizio stipulato con la Regione Emilia-Romagna.
Al 2007, l'impianto risultava frequentato da un traffico giornaliero medio di circa 240 persone.
A novembre 2019, la stazione risultava frequentata da un traffico giornaliero medio di circa 517 persone (250 saliti + 267 discesi).

## Servizi
La stazione è classificata da RFI nella categoria bronze.